# Nic et Mino
Nic et Mino est une série de bande dessinée de Claude Dupré (scénario) et Jean Ache (dessins) parue dans le Journal de Mickey entre 1958 et 1966. Quatre albums ont repris certains des épisodes, sous un nom différent.

## Les personnages
Les héros qui donnent leur nom à la série sont les deux jumeaux Dabarin, Nic, le blond, et Mino, le brun. Ils sont accompagnés dans leurs aventures par Tao, un sage chinois, Bob, un journaliste américain gaffeur et un peu plus tard par Pistoletas, sorte de capitaine Haddock et Grand d'Espagne.
On retrouve aussi assez souvent Sweet Granny, une américaine un peu âgée et milliardaire, ainsi que le Professeur Zaparelli, ersatz de Professeur Tournesol, presque aussi loufoque.

## Les aventures

### 1 - SOS de l'Oncle Octave
Parution du no 297 au 331 (1957-58) - 67 planches, les neuf premières en couleurs, le reste en bichromie.
Tao, un sage chinois au service de l'Oncle Octave, se rend au domicile de la famille Dabarin. Un grave danger menace l'Oncle Octave, armateur à Honolulu. Accompagnés de Tao, les jumeaux Nic et Mino (dans les premières planches ils font davantage penser à des gamins qu'à des adolescents) quittent leur père et mère, Robert et Elsie, ainsi que leur petite sœur Margot pour tenter de découvrir ce qu'il est advenu de l'oncle lointain. Sur le chemin de leurs aventures, ils rencontrent le Prof. Zaparelli, sorte de professeur Nimbus échappé présentement d'un asile. Avec beaucoup de chance et un peu d'astuces, ils triomphent de toutes les adversités rencontrées dont notamment une éruption volcanique, ce qui leur vaut de rencontrer Bob Hercule Smithson Smith, reporter américain qui fera partie de la joyeuse bande et dont le nom sera par la suite raccourci en Bob Smith.

### 2 - Un appel de l'Antarctique
Parution du no 332 au 363 (1958-59) - 62 planches dont 16 en couleurs, les autres en bichromie.
Le radio de l'entreprise de l'oncle Octave vient de capter un appel de l'Étoile des Glaces. L'étoile des glaces est non seulement un navire mais aussi une expédition riche des "20 plus grands savants du monde" et de matériels très sophistiqués. La fine équipe décide donc de monter une expédition de secours, prétexte à de multiples aventures.

### 3 - Destination inconnue (albumLe Mystère de la Cité Perdue)[1]
Parution du no 364 au 404 (1959-60) - 82 planches toutes en couleurs sauf planches 43 et 44 en bichromie (no 385).
Alors qu'ils quittent Honolulu pour rejoindre l'Europe, nos héros sont éjectés de l'avion et atterrissent en Pérugie. Petite république d'Amérique du Sud, le pays est sous la botte d'un dictateur. Mais nos amis vont renverser le cours des choses. C'est au cours de cet épisode que Pistoletas, grand d'Espagne, rejoint le groupe.

### 4 - Le Voyageur de l'espace (albumLa Chasse au Vénusien)
Parution du no 405 au 438 (1960) - 68 planches toutes en couleurs.
Pistoletas doit se rendre en Espagne pour prendre possession de son héritage. Arrivé sur place, il s'avère que le château familial recèle bien des mystères. Le premier d'entre eux est l'installation d'un laboratoire astronomique moderne. Est-il destiné à capter des messages extra-terrestres ?

### 5 - L'Île inaccessible (albumLe Secret de l'île interdite)
Parution du no 439 au 471 (1960-61) - 66 planches toutes en couleurs sauf les planches 51 et 52 en bichromie (no  464).
En villégiature à Capri, nos héros retrouvent l'oncle Octave et Agénor son bras droit. L'armateur est à la recherche d'une galère romaine engloutie. Mais l'endroit où repose le navire pourrait aussi être la cache d'une entrée très secrète.

### 6 - La Chasse aux milliardaires (albumLegrand Ixe contre les milliardaires)
Parution du no 472 au 506 (1961-62) - 70 planches toutes en couleurs sauf les planches 11, 12, 29 et 30 en bichromie (no  477 et no  486).
Les milliardaires du monde entier sont en danger. Ils disparaissent les uns après les autres. Racket ou malédiction ? Soulignons que le thème est assez similaire au film Fantômas contre Scotland Yard d'André Hunebelle. Comme le film est postérieur (1967) à la parution dans Mickey (1961) et même à l'album (1964) on est en droit de se demander si l'un n'a pas inspiré l'autre.

### 7 - La Chasse aux sauterelles
Parution du no 507 au 541 (1962) - 70 planches toutes en couleurs.
Le Professeur Zaparelli vient d'appeler de Bénarès. Il demande de l'aide à cause de... sauterelles. Plus curieux encore, Youchka la jeune vedette de l'écran, épouse de Rao Kan se sent également menacée par... une sauterelle. Il n'en faut pas plus pour que nos amis s'envolent vers les Indes. Ayant malheureusement oublié leurs passeports les voici bientôt en fuite pourchassés par les forces de police. Mais il n'y a pas que la police qui les attend de pied ferme...
Une trame à connotation policière sur fond de vol de diamants et d'invasion de sauterelles.

### 8 - Les Ratapous à l'heure atomique
Parution du no 542 au 576 (1962-63) - 70 planches toutes en couleurs.
Alors que l'oncle Octave est parti enquêter sur l'explosion de la fusée Gigantis au Cap Caravel. Nos amis tentent de faire soigner Bob Smith. Seule solution intégrer les Ratapous, club très fermé, où les vertus d'une vie primitive et ascétique sont susceptibles de guérir l'atrabilaire reporter. Et si derrière ce club exotique, allusif au Club Méditerranée, il n'y avait pas l'ombre de Legrand-Ixe, le redoutable criminel, espion à ses heures ?

### 9 - Terrible tante Amélie
Parution du no 577 au 608 (1963) - 64 planches toutes en couleurs.
Les hasards d'une escale aérienne au Canada font que les jumeaux retrouvent accidentellement une parente éloignée, jolie jeune femme blonde que tout le monde appelle Tante Amélie.
Or voilà que le tableau de l'ancêtre Jean-Baptistin Lafolette est volé par François Laverdure, une autre branche de la famille qui malgré un procès perdu, long de 150 ans, tient à récupérer ce qu'elle estime être son bien.

### 10- Flash sur l'Amazonie
Parution du no 609 au 643 (1964) - 68 planches toutes en couleurs.
Legrand-Ixe continue de faire des siennes. Cette fois-ci, c'est en plein cœur de l'Amazonie qu'il a installé son repaire d'espions. L'occasion pour Nic et Mino de découvrir la région.
À noter que cette histoire reprend certains aspects de la deuxième aventure de Guy Lebleu parue dans Pilote en 1962. Dans les deux histoires, on retrouve en effet un rayon de la mort qui perturbe au minimum les liaisons aériennes et qui est caché dans la jungle, celle de Papouasie Nouvelle-Guinée chez Charlier et en Amazonie dans ce cas.

### 11- Des artichauts dans le désert
Parution du no 644 au 679 (1964-65) - 72 planches toutes en couleurs.
L'oncle Octave est prêt à offrir un dépannage gratuit à son 10 000e client. Il s'avère que ce client est une cliente qui a laissé tomber sa broche dans le golfe Persique. À leur arrivée en Saoudie, il s'avère que l'appel émanait de Sweet Gran. Celle-ci tenait à faire appel à eux de manière discrète car leur ami le roi de Saoudie, Ibn Baroud, court de grands dangers. La découverte d'un nouveau champ de pétrole dans la "terre de Chanéa" lui permettrait de financer l'irrigation du désert, mais l'émir Youssouf, son voisin et rival, conteste ce droit de propriété. Seule possibilité retrouver le document de la reine Balah, ancêtre d'Ibn Baroud qui régnait voici 4 000 ans sur le royaume d'Assurdanie.
C'est dans cet épisode que Bob Smith adopte Cicéron, le chien "parlant"
Alors que la série se poursuivait sans discontinuité depuis 1957, elle s'interrompt pour quelques mois. Elle laisse la place à une adaptation d'un roman préhistorique de J.-H. Rosny aîné, Helgvor du Fleuve Bleu et reviendra pour un ultime épisode.

### 12- Le Fantôme du Fier-à-bras
Parution du no 706 au 737 (1965) - 58 planches toutes en couleurs.
Signe des temps et de l'usure des personnages, la publication commence avec deux pages par semaine pour très rapidement descendre à une seule. C'est d'ailleurs l'aventure la plus courte de la série.
Le "Fier-à-Bras" de l'oncle Octave doit partir à la recherche de l'épave de "L'Audacieux". Mais une série d'accidents conduit à l'hospitalisation d'une bonne partie de l'équipage. Pour Agénor, le scaphandrier, pas de doute cette opération a été déclarée maudite par un fantôme.
Mais quand lors des recherches on découvre une ville engloutie, il semble évident que l'affaire est beaucoup plus complexe. Surtout si cette ville est la capitale de l'Hyperborée, le fameux continent englouti.

### Nic et Mino fêtent Noël en famille à Paris
no 395 (1959)
Double page indiquant les différents horaires dans le monde selon qu'on est à Paris (famille Dabarin) ou à Honolulu (Oncle Octave Rouletabosse).

### Nic et Mino
no 501 (1961) - 1 planche en bichromie.
Paroles et partition de la chanson 'Nic et Mino'. Paroles de Pierre Cour, musique de Léo Missir et ... Eddie Barclay. Le tout déposé aux éditions musicales Eddie Barclay - 18 rue de Douai, Paris 9e (sic).

## Albums
Si l'on en croit Henri Filippini, Paul Winkler patron du journal de Mickey et des éditions Hardi espérait des ventes importantes. Il avait fait tirer 50 000 exemplaires et il ne s'en vendit que la moitié. Ce semi succès ou demi-échec mit fin à la publication des albums qui s'arrêtèrent en 1964 anticipant l'arrêt définitif de la série dont la dernière aventure commencée en 1965 s'achève en 1966.

### Édition en albums originelle
Éditions Hardi (filiale d'Édi-Monde)
- Tome 1 : Le Secret de l'île interdite (1962)
- Tome 2 : Le Mystère de la cité perdue (1962)
- Tome 3 : La Chasse au Vénusien (1963)
- Tome 4 : Legrand Ixe contre les milliardaires (1964)

Outre le fait que la publication en albums ne respecte pas l'ordre d'origine, un certain nombre de planches ont ainsi été purement et simplement abandonnées.

### Réédition
Les éditions du Coffre à BD ont édité ou réédité toutes les aventures en 2016 et 2017 sous leurs couleurs d'origine, donc en bichromie le cas échéant, et sans retouches de cases ni suppression de planches.
1. SOS de l'Oncle Octave (2016)
2. Un appel de l'Antarctique (2016)
3. Destination inconnue (2016 - édité initialement en 1962 sous le titre : Le Mystère de la cité perdue (tome 2))
4. Le Voyageur de l'espace (2016 - édité initialement en 1963 sous le titre : La Chasse au Vénusien (tome 3))
5. L'Île inaccessible (2016 - édité initialement en 1962 sous le titre : Le Secret de l'île interdite (tome 1))
6. La Chasse aux milliardaires (2016 - édité initialement en 1964 sous le titre : Legrand Ixe contre les milliardaires (tome 4))
7. La Chasse aux sauterelles (2016)
8. Les Ratapous à l'heure atomique (2016)
9. Terrible tante Amélie (2017)
10. Flash sur l'Amazonie (2017)
11. Des artichauts dans le désert (2017)
12. Le Fantôme du Fier-à-bras (2017)